# TV.com
TV.com er en hjemmeside, der drives af CBS Interactive, der er en division i CBS Corporation. Hjemmesiden blev etableret den 1. juni 2005, hvor den afløste den tidligere TV Tome. Siden har fokus på TV og tv-serier. 
Fokus blandt tv-serierne er på engelsksprogede serier, der enten er produceret eller sendes i USA, Storbritannien, Canada, Australien, New Zealand, Republikken Irland og Japan.

## Eksterne links
- TV.coms website Arkiveret 20. maj 2019 hos  Wayback Machine

| Internet | Spire Denne internet-relaterede artikel er en spire som bør udbygges. Du er velkommen til at hjælpe Wikipedia ved at udvide den. |